# Montius Magnus
Montius Magnus († 354 in Antiochia) war ein hoher römischer Beamter der Spätantike. Zunächst Prokonsul, wurde Montius 351 quaestor sacri palatii, eine Art Justizminister, am Hof des Caesars (Unterkaisers) Constantius Gallus in Antiochia. In dieser Funktion hatte er vor allem die Aufgabe, den Oberkaiser Constantius II. am Hof seines Untergebenen Constantius Gallus zu vertreten. So kam er in Konflikt mit Gallus, der schließlich dafür sorgte, dass Montius gemeinsam mit dem Präfekten Domitianus von Soldaten grausam ermordet wurde.

## Zeitgeschichtlicher Hintergrund

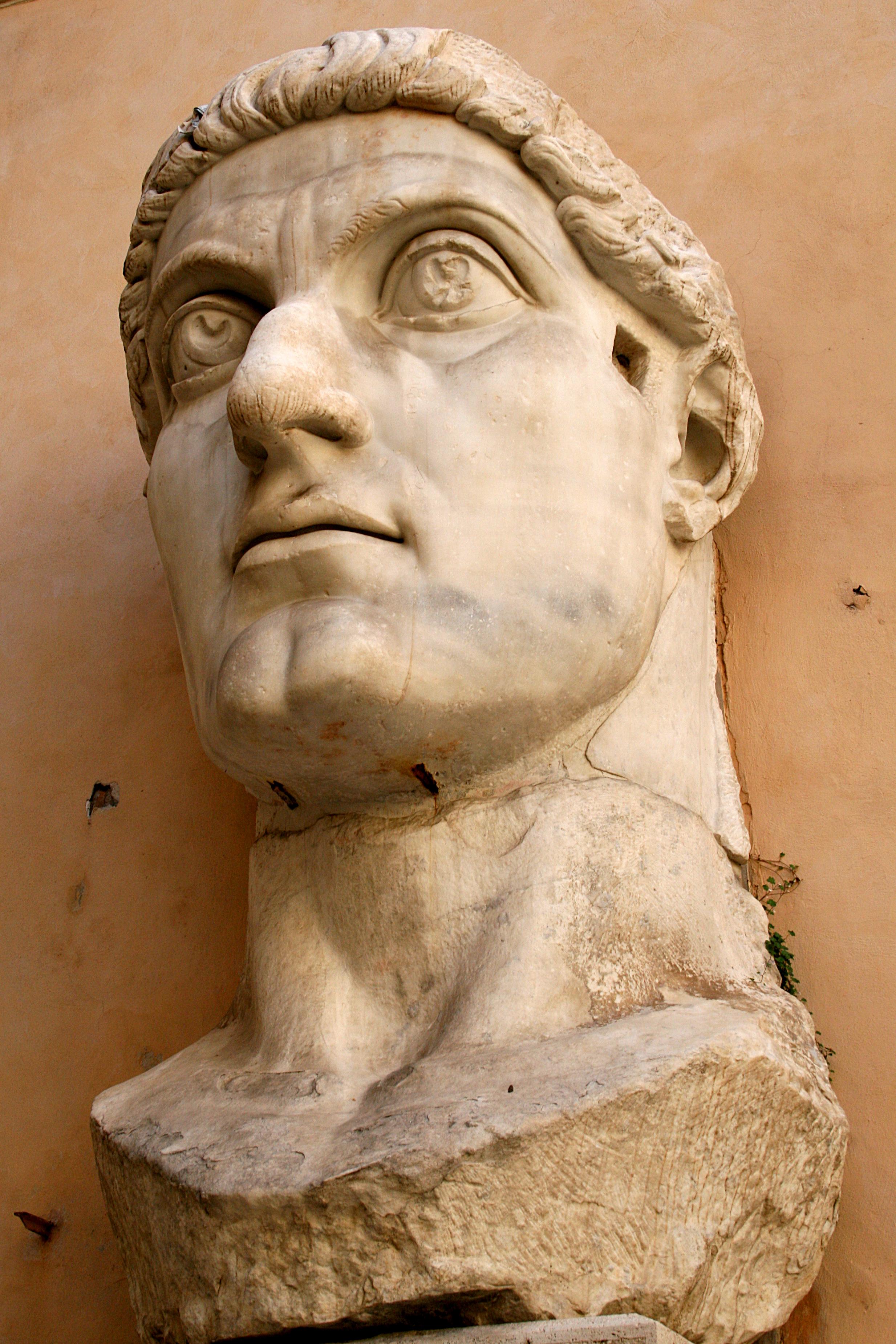
Kopf der Kolossalstatue Konstantins des Großen, Rom, ca. 312–315 n. Chr.

Zu Beginn des 4. Jahrhunderts n. Chr., also zu der Zeit, als Montius Magnus geboren wurde, wurde Konstantin der Große römischer Kaiser. Er setzte sich gegen diverse Konkurrenten durch und herrschte schließlich ab 324 allein über das Römische Reich. Als Kaiser leitete er die konstantinische Wende ein und ebnete dem Christentum so den Weg zur Reichsreligion. Außerdem verlegte er die Hauptstadt des Reiches nach Konstantinopel, wodurch sich die Zentralmacht in den Ostteil des Reiches verlagerte.
Als Konstantin schließlich 337 starb, kam es zu einer Reihe von Morden: Zugunsten der drei Söhne Konstantins beseitigten Militärs fast alle anderen männlichen Verwandten des verstorbenen Kaisers. Nachdem also die potentiellen Rivalen von Konstantins Söhnen aus dem Weg geschafft waren, übernahmen diese die Herrschaft: Konstantin II. regierte im Westen, Constans in Italien und Africa, Constantius II. im Osten. Schon 340 kam es jedoch zu einem Bruderkrieg zwischen Konstantin II. und Constans, in dem Konstantin II. getötet wurde.
Im Jahr 350 erhob sich in Gallien der Usurpator Magnus Magnentius zum Kaiser. Er ließ Constans ermorden und übernahm so die Macht im gesamten Westen des Reiches. Constantius II., der einzige verbliebene Sohn Kaiser Konstantins I., musste nun gegen Magnentius ziehen. Um dabei die Ostgrenze des Reiches, die von den Persern bedroht wurde, nicht ohne Schutz zu lassen, erhob er seinen Cousin Constantius Gallus zum Caesar (Unterkaiser) und schickte ihn nach Osten. 351 besiegte Constantius den Magnentius in der Schlacht bei Mursa, konnte ihn jedoch erst am Mons Seleucus 353 endgültig besiegen.

## Leben

### Aufstieg

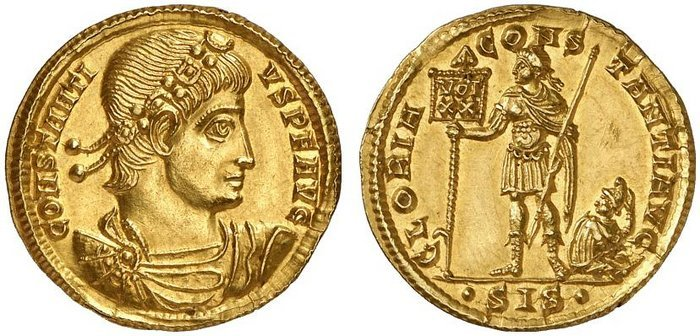
Solidus mit dem Bildnis Constantius’ II., geprägt 344 in Siscia mit der Inschrift CONSTANTIVS P(ius) F(elix) AVG(ustus) auf der Vorderseite und GLORIA CONSTANTI(i) AVG(usti) SIS(ciae) auf der Rückseite.

Vielleicht stammte Montius Magnus aus der Provinz Africa. Da er Anfang der 350er Jahre bereits ein alter Mann war, könnte er Anfang des 4. Jahrhunderts geboren worden sein. Er scheint Christ gewesen zu sein und wird von Ammian als zur Milde neigend beschrieben. Um das Jahr 350 wurde er Prokonsul (Statthalter) von Konstantinopel. Zu dieser Zeit widmete ihm der Redner Libanios sein Werk Argumenta Demosthenis.
Im Jahr 351 erhob der damalige Kaiser Constantius II. seinen Cousin Constantius Gallus zum Caesar (Unterkaiser) und schickte Montius im Amt des quaestor sacri palatii mit dem Hof des Gallus in den Osten des Reiches. Dort hielt sich der Hofstaat des Gallus, dem Montius nun angehörte, in Antiochia auf. Als quaestor gehörte Montius nun auch zum consistorium des Gallus, dem Kronrat, einem Gremium der höchsten Militärs und Beamten. Gleichzeitig mit seiner Berufung zum quaestor sacri palatii, der am Hof etwa die Funktion eines Justizministers ausübte, wurde Montius zum Patricius ernannt.
Constantius II. hatte Montius und die anderen Beamten beauftragt, Gallus zu überwachen und dafür zu sorgen, dass er nach dem Willen des Oberkaisers handelte. Dies entsprach Constantius’ Verständnis von den Aufgaben eines Caesars: Gallus sollte fast ausschließlich militärische und repräsentative Kompetenzen haben, legislative und exekutive Aufgaben sollten den Beamten des Constantius vorbehalten bleiben. Dieses System entsprach weitgehend dem, das unter Constantius’ Vater Konstantin dem Großen geherrscht hatte. Damals waren Konstantins Söhne, die er zu Caesares ernannt hatte, und Constantius als einer von ihnen ebenfalls nicht mit administrativen Kompetenzen ausgestattet gewesen.
Gallus hatte jedoch ein anderes Verständnis von den Aufgaben eines Caesars, das eher auf dem ursprünglichen System der von Kaiser Diokletian begründeten Tetrarchie basierte. Demnach sollte er als Caesar in seinem Reichsteil weitgehende Autonomie genießen, auch in der Verwaltung. So kam es zu Konflikten zwischen Gallus und Constantius, der in diesem Streit hauptsächlich vom Hof in Antiochia vertreten wurde. Gallus nahm sich, noch bestärkt von seiner Frau, der Konstantinstochter Constantina, immer mehr Freiheiten heraus und traf dabei auch strategisch riskante Entscheidungen. Beispielsweise machte er sich die Oberschicht von Antiochia zum Feind, indem er während einer Hungersnot die Getreidepreise gegen deren Willen senken ließ.

### Ermordung

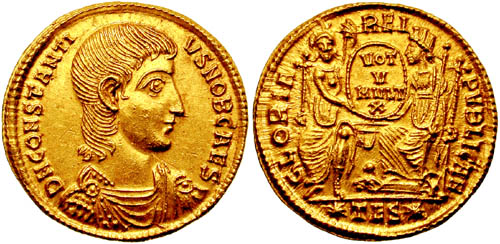
Solidus des Constantius Gallus, auf dem Rom und Konstantinopel gerühmt werden. Als Caesar ist Gallus ohne Diadem abgebildet, das nur einem Augustus zustand.

An Gallus’ Hof arbeitete Montius als einer der höchsten Beamten zunächst vor allem mit dem Prätorianerpräfekten Thalassius zusammen, der oft mit Gallus in Konflikt geriet. Als Thalassius 353 plötzlich verstarb, schickte Constantius Domitianus als neuen Prätorianerpräfekten nach Antiochia. Dieser erhielt den Auftrag, Gallus an den Hof in Mediolanum (Mailand) zu locken und ihn so aus dem Verkehr zu ziehen. Domitianus stellte sich aber im Folgenden äußerst ungeschickt an: Er spielte sich dem Caesar gegenüber herrisch auf und zog sich so dessen Zorn zu.
Der Ablauf der nun folgenden Ereignisse wird in den antiken Quellen widersprüchlich dargestellt. Dem Historiker Ammianus Marcellinus zufolge wurde Gallus schließlich so wütend, dass er Domitianus durch seine Leibwächter bewachen ließ, ihn also festsetzte. Montius versuchte, zwischen den beiden zu vermitteln, indem er die Palastwache zu sich rief und sie eindringlich warnte, dass jede Handlung gegen Domitianus auch eine Handlung gegen Constantius II. sei, dem sie doch eigentlich unterstanden. Als Gallus davon erfuhr, bekam er es mit der Angst zu tun und wiegelte seine Truppen gegen Montius und Domitianus auf, so dass diese die beiden schließlich ermordeten. Diese Darstellung wird auch durch eine Bemerkung des Historikers Johannes Zonaras gedeckt.
Nach einer abweichenden Überlieferung des Philostorg wurde Montius von Gallus beauftragt, Domitianus hinrichten zu lassen. Montius protestierte und erklärte dem Caesar, dass er nicht einmal das Recht habe, einen niederen Beamten zu ernennen. Deshalb dürfe er erst recht nicht glauben, dass er einen hohen Beamten wie Domitianus beseitigen könne. Constantina, die Ehefrau des Gallus, war so aufgebracht über die „maßlose Frechheit“ des Montius, dass sie diesen persönlich wegzog und den Wachen übergab. Beide, Montius und Domitianus, wurden getötet. Einer dritten Version, die von den Kirchenhistorikern Sokrates Scholastikos und Sozomenos überliefert wird, zufolge konspirierte Gallus gegen Constantius. Montius und Domitian verrieten diese Pläne dem Constantius und wurden dafür umgebracht.
Der Ablauf des Lynchmordes wird von Ammianus so dargestellt:

„Ohne Zögern stürzten sich danach [nach der Aufwiegelung durch Gallus] die Soldaten, die ja immer nach Unruhen trachten, zuerst auf Montius, der in nächster Nähe wohnte. Er war ein alter Mann, von schwächlichem Körper und kränklich; trotzdem banden sie seine Beine mit rauhen Stricken und schleppten ihn mit gespreizten Beinen wie leblos bis zum Amtssitz des Präfekten. In demselben Anfall von Wut stürzten sie den Domitianus die Treppe hinunter und banden ihn ebenfalls mit Stricken. Dann schleppten sie beide aneinander gefesselt in eiligem Lauf durch die weiträumige Stadt. Bald waren ihre Gelenke und Glieder auseinandergerissen, und so warfen die Soldaten die Leichen der beiden unter Fußtritten, scheußlich entstellt, in den Fluß, nachdem sie ihre Wut an ihnen ausgelassen hatten.“

Die Ermordung der beiden hohen Beamten ließ Constantius’ Geduldsfaden endgültig reißen, so dass er Gallus aus Antiochia weglockte und ihn schließlich hinrichten ließ. Auch die für die Lynchjustiz verantwortlichen Männer des Gallus wurden später von Constantius’ Beamten Eusebius angeklagt und verurteilt. Die Körper von Montius und Domitianus wurden offenbar aus dem Orontes geholt und vom Bischof der Stadt, Leontios, christlich beigesetzt.